# Coppa di Serbia 2018-2019 (pallavolo femminile)
La Coppa di Serbia 2018-2019 si è svolta dal 9 ottobre 2018 al 10 marzo 2019: al torneo hanno partecipato sedici squadre di club serbe e la vittoria finale è andata per la seconda volta consecutiva allo Železničar Lajkovac.

## Regolamento
La formula ha previsto:
- Ottavi di finale, giocati con gara unica.
- Quarti di finale e semifinali, giocate con gare di andata e ritorno.
- Finale, giocata con gara unica.

## Squadre partecipanti
| - Dinamo Pančevo - Leskovac - Jedinstvo Stara Pazova - Klek Srbijašume - Omladinac - Partizan - Radnički Belgrado - Spartak Subotica | - SREM - Stella Rossa - Takovo - TENT - Ub - Vizura - Železničar Lajkovac - Zlatibor |

## Torneo

### Tabellone
|  | Ottavi di finale       | Ottavi di finale |  |  | Quarti di finale       | Quarti di finale | Quarti di finale |  |                     | Semifinali             | Semifinali | Semifinali |  |                     | Finale       | Finale |
|  |                        |                  |  |  |                        |                  |                  |  |                     |                        |            |            |  |                     |              |        |
|  | Dinamo Pančevo         | 3                |  |  |                        |                  |                  |  |                     |                        |            |            |  |                     |              |        |
|  | Dinamo Pančevo         | 3                |  |  |                        |                  |                  |  |                     |                        |            |            |  |                     |              |        |
|  | SREM                   | 0                |  |  | Dinamo Pančevo         | 1                | 0                |  |                     |                        |            |            |  |                     |              |        |
|  | SREM                   | 0                |  |  | Dinamo Pančevo         | 1                | 0                |  |                     |                        |            |            |  |                     |              |        |
|  | Železničar Lajkovac    | 3                |  |  | Železničar Lajkovac    | 3                | 3                |  |                     |                        |            |            |  |                     |              |        |
|  | Železničar Lajkovac    | 3                |  |  | Železničar Lajkovac    | 3                | 3                |  |                     |                        |            |            |  |                     |              |        |
|  | Omladinac              | 0                |  |  |                        |                  |                  |  | Železničar Lajkovac | 3                      | 1          |            |  |                     |              |        |
|  | Omladinac              | 0                |  |  |                        |                  |                  |  | Železničar Lajkovac | 3                      | 1          |            |  |                     |              |        |
|  | Partizan               | 3                |  |  |                        |                  |                  |  |                     | Jedinstvo Stara Pazova | 0          | 3          |  |                     |              |        |
|  | Partizan               | 3                |  |  |                        |                  |                  |  |                     | Jedinstvo Stara Pazova | 0          | 3          |  |                     |              |        |
|  | Klek Srbijašume        | 1                |  |  | Partizan               | 1                | 3                |  |                     |                        |            |            |  |                     |              |        |
|  | Klek Srbijašume        | 1                |  |  |                        |                  | 3                |  |                     |                        |            |            |  |                     |              |        |
|  | Jedinstvo Stara Pazova | 3                |  |  | Jedinstvo Stara Pazova | 3                | 2                |  |                     |                        |            |            |  |                     |              |        |
|  | Jedinstvo Stara Pazova | 3                |  |  |                        |                  |                  |  |                     |                        |            |            |  |                     |              |        |
|  | Leskovac               | 0                |  |  |                        |                  |                  |  |                     |                        |            |            |  | Železničar Lajkovac | 3            |        |
|  | Leskovac               | 0                |  |  |                        |                  |                  |  |                     |                        |            |            |  | Železničar Lajkovac | 3            |        |
|  | Spartak Subotica       | 3                |  |  |                        |                  |                  |  |                     |                        |            |            |  |                     | Stella Rossa | 0      |
|  | Spartak Subotica       | 3                |  |  |                        |                  |                  |  |                     |                        |            |            |  |                     | Stella Rossa | 0      |
|  | Zlatibor               | 0                |  |  | Spartak Subotica       | 0                | 0                |  |                     |                        |            |            |  |                     |              |        |
|  | Zlatibor               | 0                |  |  |                        |                  |                  |  |                     |                        |            |            |  |                     |              |        |
|  | Vizura                 | 3                |  |  | Vizura                 | 3                | 3                |  |                     |                        |            |            |  |                     |              |        |
|  | Vizura                 | 3                |  |  |                        |                  | 3                |  |                     |                        |            |            |  |                     |              |        |
|  | Takovo                 | 0                |  |  |                        |                  |                  |  | Vizura              | 3                      | 0          |            |  |                     |              |        |
|  | Takovo                 | 0                |  |  |                        |                  |                  |  | Vizura              | 3                      | 0          |            |  |                     |              |        |
|  | TENT                   | 3                |  |  |                        |                  |                  |  |                     | Stella Rossa           | 1          | 3          |  |                     |              |        |
|  | TENT                   | 3                |  |  |                        |                  |                  |  |                     | Stella Rossa           | 1          | 3          |  |                     |              |        |
|  | Ub                     | 0                |  |  | TENT                   | 1                | 2                |  |                     |                        |            |            |  |                     |              |        |
|  | Ub                     | 0                |  |  | TENT                   | 1                | 2                |  |                     |                        |            |            |  |                     |              |        |
|  | Stella Rossa           | 3                |  |  | Stella Rossa           | 3                | 3                |  |                     |                        |            |            |  |                     |              |        |
|  | Stella Rossa           | 3                |  |  | Stella Rossa           | 3                | 3                |  |                     |                        |            |            |  |                     |              |        |
|  | Radnički Belgrado      | 1                |  |  |                        |                  |                  |  |                     |                        |            |            |  |                     |              |        |
|  | Radnički Belgrado      | 1                |  |  |                        |                  |                  |  |                     |                        |            |            |  |                     |              |        |

### Risultati

#### Ottavi di finale
| 9 ottobre 2018 Sportski centar Rajevac, Čajetina Durata: ? - Spettatori: 140    | Spartak Subotica       | 3 - 0 | Zlatibor          | 25-15, 25-18, 25-15        |
| 9 ottobre 2018 Sportski centar Vizura, Belgrado Durata: ? - Spettatori: ?       | Vizura                 | 3 - 0 | Takovo            | 26-24, 25-19, 25-17        |
| 10 ottobre 2018 Hala Impuls, Belgrado Durata: ? - Spettatori: 100               | Partizan               | 3 - 1 | Klek Srbijašume   | 25-22, 25-22, 25-27, 25-20 |
| 10 ottobre 2018 Hala sportova Strelište, Pančevo Durata: ? - Spettatori: 100    | Dinamo Pančevo         | 3 - 0 | SREM              | 25-22, 25-22, 25-19        |
| 10 ottobre 2018 Lajkovac hala sportova, Lajkovac Durata: ? - Spettatori: 200    | Železničar Lajkovac    | 3 - 0 | Omladinac         | 25-14, 25-19, 25-19        |
| 10 ottobre 2018 Hala sportova, Stara Pazova Durata: ? - Spettatori: 100         | Jedinstvo Stara Pazova | 3 - 0 | Leskovac          | 25-18, 25-9, 25-12         |
| 10 ottobre 2018 Sportski centar Voždovac, Belgrado Durata: ? - Spettatori: 200  | Stella Rossa           | 3 - 1 | Radnički Belgrado | 22-25, 25-14, 25-16, 25-16 |
| 24 ottobre 2018 Sportsko-kulturni centar, Obrenovac Durata: ? - Spettatori: 350 | TENT                   | 3 - 0 | Ub                | 25-15, 25-14, 25-19        |

#### Quarti di finale

##### Andata
| 31 ottobre 2018 Hala Impuls, Belgrado Durata: ? - Spettatori: 100               | Partizan         | 1 - 3 | Jedinstvo Stara Pazova | 20-25, 23-25, 25-21, 19-25 |
| 31 ottobre 2018 Hala sportova Strelište, Pančevo Durata: ? - Spettatori: 100    | Dinamo Pančevo   | 1 - 3 | Železničar Lajkovac    | 25-22, 18-25, 21-25, 12-25 |
| 31 ottobre 2018 Hala sportova Dudova Šuma, Subotica Durata: ? - Spettatori: 200 | Spartak Subotica | 0 - 3 | Vizura                 | 15-25, 14-25, 21-25        |
| 31 ottobre 2018 Sportsko-kulturni centar, Obrenovac Durata: ? - Spettatori: 350 | TENT             | 1 - 3 | Stella Rossa           | 25-23, 23-25, 18-25, 21-25 |

##### Ritorno
| 28 novembre 2018 Hala sportova, Stara Pazova Durata: ? - Spettatori: 150       | Jedinstvo Stara Pazova | 2 - 3 | Partizan         | 25-23, 22-25, 25-16, 21-25, 10-15 |
| 21 novembre 2018 Lajkovac hala sportova, Lajkovac Durata: ? - Spettatori: 450  | Železničar Lajkovac    | 3 - 0 | Dinamo Pančevo   | 25-13, 25-18, 25-21               |
| 28 novembre 2018 Sportski centar Vizura, Belgrado Durata: ? - Spettatori: 100  | Vizura                 | 3 - 0 | Spartak Subotica | 25-23, 25-9, 25-22                |
| 28 novembre 2018 Sportski centar Voždovac, Belgrado Durata: ? - Spettatori: 50 | Stella Rossa           | 3 - 2 | TENT             | 25-20, 15-25, 20-25, 25-21, 15-8  |

#### Semifinali

##### Andata
| 11 dicembre 2018 Sportski centar Ruma, Ruma Durata: ? - Spettatori: 150     | Vizura              | 3 - 1 | Stella Rossa           | 25-22, 25-22, 19-25, 25-23 |
| 13 dicembre 2018 Lajkovac hala sportova, Lajkovac Durata: ? - Spettatori: ? | Železničar Lajkovac | 3 - 0 | Jedinstvo Stara Pazova | 25-22, 25-23, 25-19        |

##### Ritorno
| 24 dicembre 2018 Sportski centar Voždovac, Belgrado Durata: ? - Spettatori: 120 | Stella Rossa           | 3 - 0 | Vizura              | 25-12, 25-20, 25-16        |
| 25 dicembre 2018 Hala sportova, Stara Pazova Durata: ? - Spettatori: 300        | Jedinstvo Stara Pazova | 3 - 1 | Železničar Lajkovac | 25-17, 22-25, 25-23, 25-22 |

#### Finale
| 10 marzo 2019 Lajkovac hala sportova, Lajkovac Durata: ? - Spettatori: 3 000 | Železničar Lajkovac | 3 - 0 | Stella Rossa | 25-22, 25-19, 25-21 |

## Statistiche
| Rendimento individuale | Rendimento individuale | Rendimento individuale | Rendimento individuale |
| Pos.                   | Nome                   | Punti                  | Squadra                |
| ---------------------- | ---------------------- | ---------------------- | ---------------------- |
| 1                      | Katarina Lazović       | 103                    | Vizura                 |
| 2                      | Milka Stijepić         | 99                     | Stella Rossa           |
| 3                      | Jelena Mladenović      | 71                     | Železničar Lajkovac    |
| 4                      | Milica Milunović       | 61                     | Stella Rossa           |
| 5                      | Jelena Oluić           | 59                     | Železničar Lajkovac    |

| Attacchi vincenti | Attacchi vincenti | Attacchi vincenti | Attacchi vincenti   |
| Pos.              | Nome              | Punti             | Squadra             |
| ----------------- | ----------------- | ----------------- | ------------------- |
| 1                 | Katarina Lazović  | 86                | Vizura              |
| 1                 | Milka Stijepić    | 86                | Stella Rossa        |
| 3                 | Jelena Mladenović | 55                | Železničar Lajkovac |
| 4                 | Milica Milunović  | 52                | Stella Rossa        |
| 5                 | Jelena Oluić      | 50                | Železničar Lajkovac |

| Muri vincenti | Muri vincenti     | Muri vincenti | Muri vincenti       |
| Pos.          | Nome              | Punti         | Squadra             |
| ------------- | ----------------- | ------------- | ------------------- |
| 1             | Katarina Čanak    | 20            | Stella Rossa        |
| 2             | Maja Savić        | 19            | Železničar Lajkovac |
| 3             | Božica Marković   | 16            | Stella Rossa        |
| 4             | Jelena Mladenović | 13            | Železničar Lajkovac |
| 5             | Mila Đorđević     | 10            | Stella Rossa        |
| 5             | Milka Stijepić    | 10            | Stella Rossa        |

| Battute vincenti | Battute vincenti | Battute vincenti | Battute vincenti       |
| Pos.             | Nome             | Punti            | Squadra                |
| ---------------- | ---------------- | ---------------- | ---------------------- |
| 1                | Aleksandra Gajić | 15               | Železničar Lajkovac    |
| 2                | Katarina Lazović | 10               | Vizura                 |
| 3                | Ivana Lazarević  | 9                | Železničar Lajkovac    |
| 4                | Veronika Đokić   | 8                | Jedinstvo Stara Pazova |
| 4                | Isidora Rodić    | 8                | Vizura                 |
| 4                | Maja Savić       | 8                | Železničar Lajkovac    |
| 4                | Marija Vujnović  | 8                | Jedinstvo Stara Pazova |